# Dango Ouattara
Dango Ouattara (Uagadugú, 11 de febrero de 2002) es un futbolista burkinés que juega en la demarcación de delantero para el Brentford F. C. de la Premier League.

## Selección nacional
Hizo su debut con la selección de Burkina Faso el 30 de diciembre de 2021 en un partido amistoso contra Mauritania que finalizó con un resultado de empate a cero. Además disputó la Copa Africana de Naciones 2021.

### Participaciones en la Copa Africana de Naciones
| Copa Africana de Naciones      | Sede            | Resultado        | Partidos | Goles |
| ------------------------------ | --------------- | ---------------- | -------- | ----- |
| Copa Africana de Naciones 2021 | Camerún         | Cuarto puesto    | 3        | 1     |
| Copa Africana de Naciones 2023 | Costa de Marfil | Octavos de final | 2        | 0     |

### Goles internacionales
| #  | Fecha                   | Estadio                                                      | Oponente        | Gol | Resultado | Competición                                             |
| -- | ----------------------- | ------------------------------------------------------------ | --------------- | --- | --------- | ------------------------------------------------------- |
| 1  | 29 de enero de 2022     | Estadio Roumdé Adjia, Garua, Camerún                         | Túnez           | 1-0 | 1-0       | Copa Africana de Naciones 2021                          |
| 2  | 3 de junio de 2022      | Estadio de Marrakech, Marrakech, Marruecos                   | Cabo Verde      | 2-0 | 2-0       | Clasificación para la Copa Africana de Naciones de 2023 |
| 3  | 7 de junio de 2022      | Estadio Soccer City, Johannesburgo, Sudáfrica                | Suazilandia     | 1-1 | 1-3       | Clasificación para la Copa Africana de Naciones de 2023 |
| 4  | 7 de junio de 2022      | Estadio Soccer City, Johannesburgo, Sudáfrica                | Suazilandia     | 1-2 | 1-3       | Clasificación para la Copa Africana de Naciones de 2023 |
| 5  | 19 de noviembre de 2022 | Estadio de Marrakech, Marrakech, Marruecos                   | Costa de Marfil | 0-1 | 1-2       | Amistoso                                                |
| 6  | 28 de marzo de 2023     | Estadio de Kégué, Lomé, Togo                                 | Togo            | 0-1 | 1-1       | Clasificación para la Copa Africana de Naciones de 2023 |
| 7  | 21 de noviembre de 2023 | Estadio Ben M'Hamed El Abdi, El Yadida, Marruecos            | Etiopía         | 0-3 | 0-3       | Clasificación para el Mundial 2026                      |
| 8  | 10 de junio de 2024     | Estadio del 26 de Marzo, Bamako, Malí                        | Sierra Leona    | 1-0 | 2-2       | Clasificación para el Mundial 2026                      |
| 9  | 10 de octubre de 2024   | Estadio Nacional de Costa de Marfil, Abiyán, Costa de Marfil | Burundi         | 1-1 | 4-1       | Clasificación para la Copa Africana 2025                |
| 10 | 10 de octubre de 2024   | Estadio Nacional de Costa de Marfil, Abiyán, Costa de Marfil | Burundi         | 3-1 | 4-1       | Clasificación para la Copa Africana 2025                |

## Estadísticas

### Clubes
Actualizado al último partido disputado el 25 de mayo de 2025.
| Club                        | Div.          | Temporada     | Liga  | Liga  | Copas nacionales | Copas nacionales | Copas internacionales | Copas internacionales | Total | Total |
| Club                        | Div.          | Temporada     | Part. | Goles | Part.            | Goles            | Part.                 | Goles                 | Part. | Goles |
| --------------------------- | ------------- | ------------- | ----- | ----- | ---------------- | ---------------- | --------------------- | --------------------- | ----- | ----- |
| Majestic F. C. Burkina Faso | 1.ª           | 2019-20       | 11    | 5     | 0                | 0                | —                     | —                     | 11    | 5     |
| Majestic F. C. Burkina Faso | Total club    | Total club    | 11    | 5     | 0                | 0                | 0                     | 0                     | 11    | 5     |
| F. C. Lorient II Francia    | 5.ª           | 2020-21       | 2     | 0     | —                | —                | —                     | —                     | 2     | 0     |
| F. C. Lorient II Francia    | 5.ª           | 2021-22       | 3     | 1     | —                | —                | —                     | —                     | 3     | 1     |
| F. C. Lorient II Francia    | Total club    | Total club    | 5     | 1     | 0                | 0                | 0                     | 0                     | 5     | 1     |
| F. C. Lorient Francia       | 1.ª           | 2021-22       | 25    | 1     | 1                | 0                | —                     | —                     | 26    | 1     |
| F. C. Lorient Francia       | 1.ª           | 2022-23       | 18    | 6     | —                | —                | —                     | —                     | 18    | 6     |
| F. C. Lorient Francia       | Total club    | Total club    | 43    | 7     | 1                | 0                | 0                     | 0                     | 44    | 7     |
| AFC Bournemouth Inglaterra  | 1.ª           | 2022-23       | 19    | 1     | —                | —                | —                     | —                     | 19    | 1     |
| AFC Bournemouth Inglaterra  | 1.ª           | 2023-24       | 30    | 1     | 2                | 0                | —                     | —                     | 32    | 1     |
| AFC Bournemouth Inglaterra  | 1.ª           | 2024-25       | 32    | 7     | 5                | 2                | —                     | —                     | 37    | 9     |
| AFC Bournemouth Inglaterra  | Total club    | Total club    | 81    | 9     | 7                | 2                | 0                     | 0                     | 88    | 11    |
| Total carrera               | Total carrera | Total carrera | 140   | 22    | 8                | 2                | 0                     | 0                     | 148   | 24    |

### Tripletes
| 1 | 25 de enero de 2025 | Dean Court, Bournemouth | AFC Bournemouth - Nottingham Forest FC |  | 5 - 0 | Premier League 2024-25 |